# Malimbus erythrogaster
El malimbo ventrirrojo (Malimbus erythrogaster) es una especie de ave paseriforme de la familia Ploceidae propia de África central. 